# Karl Kergl
Karl Kergl (* 17. November 1897 in München; † 21. März 1956 ebenda) war ein deutscher Architekt der Postbauschule.

## Leben
Karl Kergl studierte ab 1915 an der Staatsbauschule München, bis er zum Kriegsdienst eingezogen wurde. Nach dem Krieg wurde er von der Oberpostdirektion München beschäftigt, wo er für einige Postbauten im bayerischen Oberland zuständig war. 1932 bis 1939 arbeitete er als freier Architekt für das Heeresbauamt. Von 1939 bis 1945 war er erneut im Kriegsdienst. Kergls Lebenslauf ist somit exemplarisch für viele der architektonischen Moderne zugeneigten Architekten, die während des Nationalsozialismus im Bereich des Militärs wenigstens ansatzweise moderne Gebäude realisieren konnten.
In der Nachkriegszeit arbeitete er als freischaffender Architekt im Wiederaufbau des zerstörten München. Später baute er zahlreiche Wohnhäuser und Schulen.

## Werk (Auswahl)
- 1924/1930: Posterholungsheim Brannenburg, heute ver.di-Bildungszentrum „Haus Brannenburg“ (mit Robert Vorhoelzer)
- Postamt Lenggries (mit Robert Vorhoelzer)
- Bauten der Nebelhornbahn
- 1931: Erweiterung der katholischen Pfarrkirche St. Nikolaus in Schröding
- 1934/1935: Katholischen Pfarrkirche St. Benedikt in Gauting (zusammen mit Georg Buchner)
- 1934 Kirche "Namen Jesu" in München-Laim (nach Abriss 1972 nur Turm und Pfarrhaus erhalten)
- Kaserne in Brannenburg
- Kaserne in Linz
- Jägerkaserne mit Kraftwagenhalle in Wildflecken
- Wiederaufbau des Maximilianeums in München
- Wiederaufbau des Landwirtschaftsministeriums in München
- 1950: Mohrenapotheke in München
- 1952: Realschule in der Schulstraße in München
- 1952–1954: Staatliche Lotterieverwaltung in München
- 1954: Ignaz-Kögler-Gymnasium in Landsberg am Lech
- 1954: Verwaltungsschule Unterschondorf
- 1955: Amerikanische Schule in München (mit Karl Loibl, Hans A. Endres, Immanuel Kroeker und Otto Roth)[1]
- 1957: Kirche Allerheiligen an der Ungererstraße in München

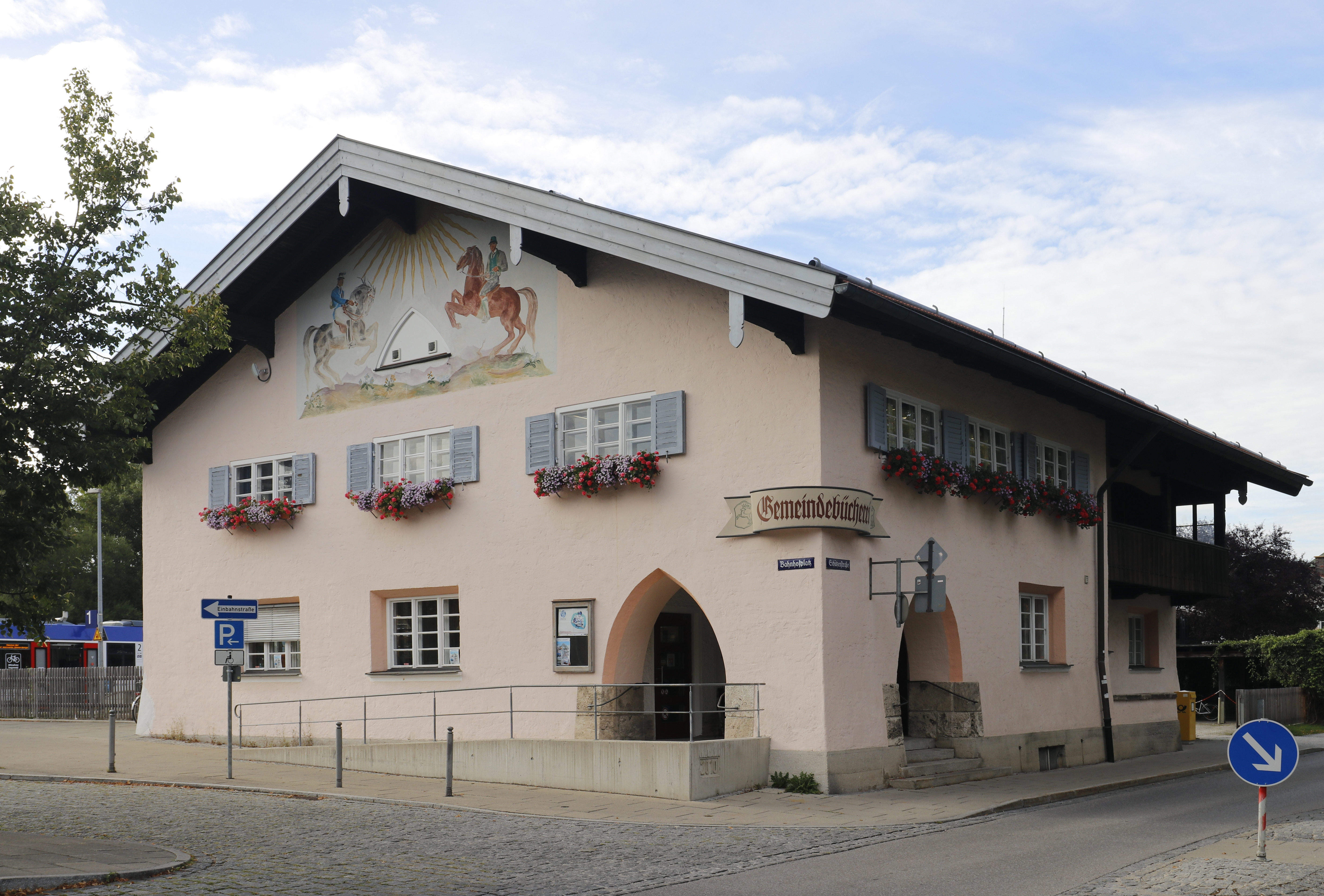
Postamt Lenggries
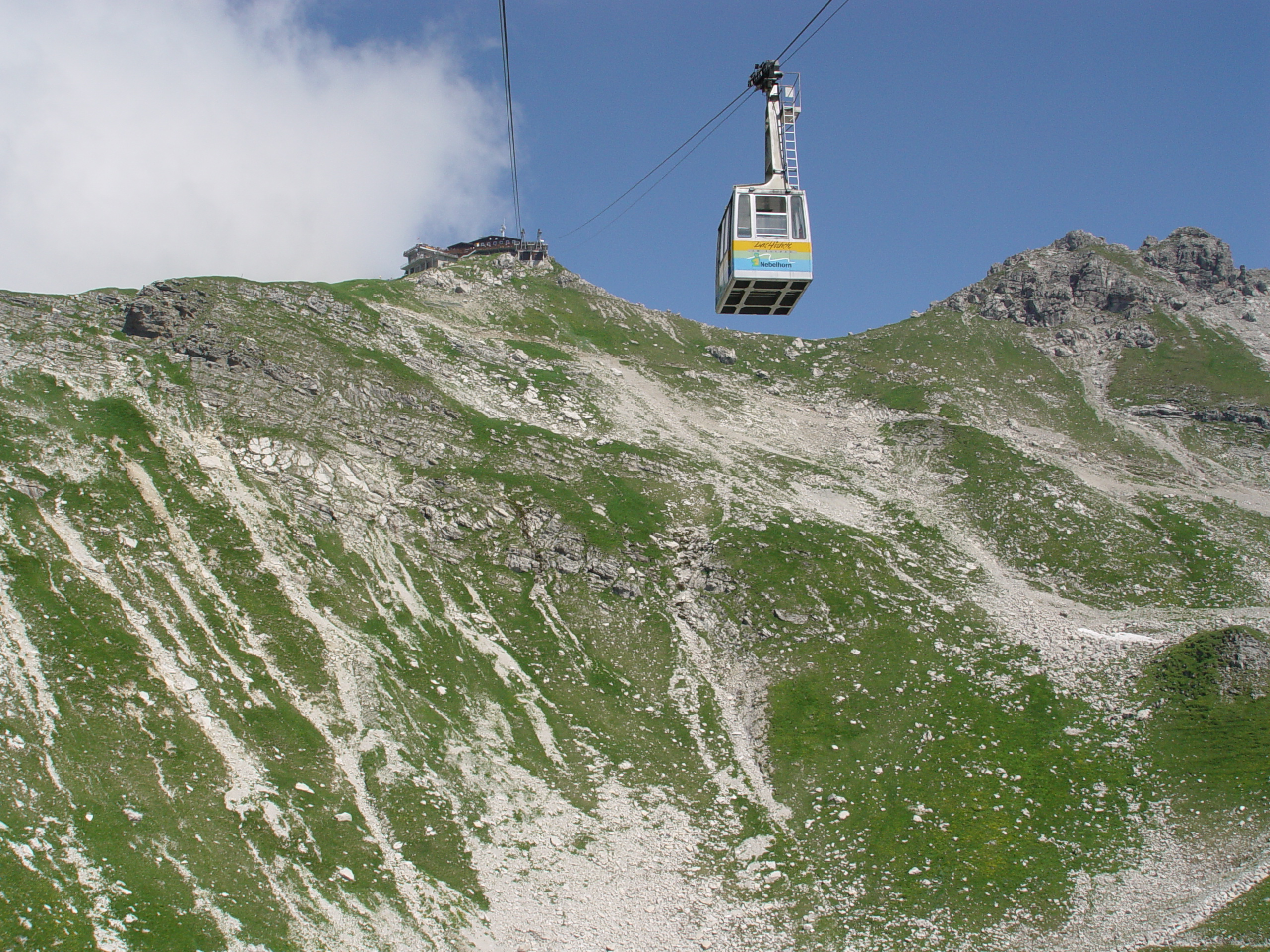
Bauten der Nebelhornbahn
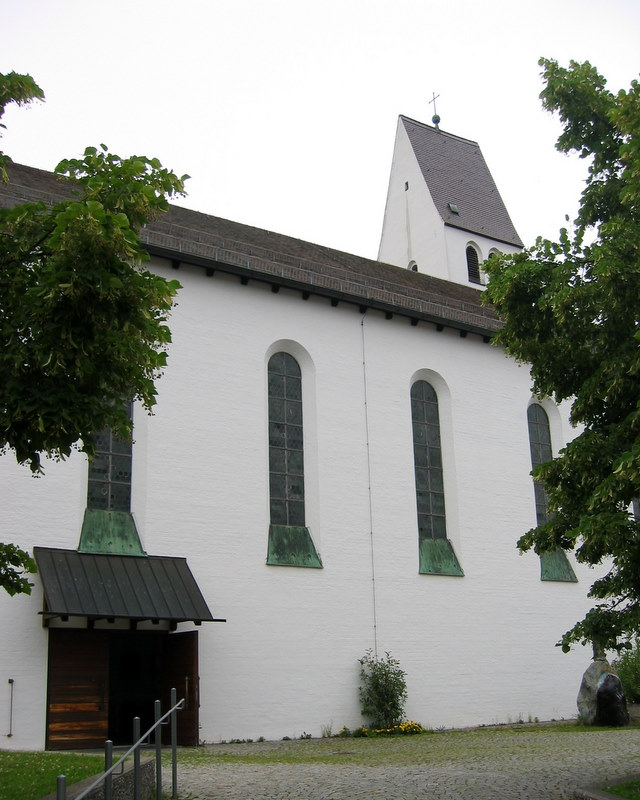
St. Benedikt in Gauting
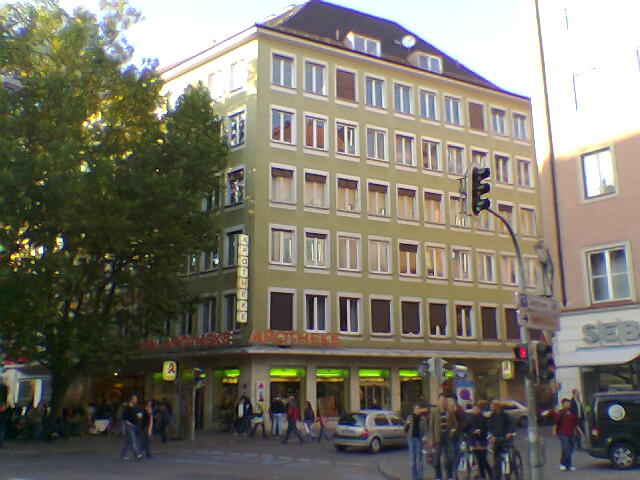
Mohrenapotheke in München